# Ра (Нідерланди)
Ра (нід. Rha) — селище в нідерландській провінції Гелдерланд. Входить до муніципалітету Бронкгорст.
Населення села складає близько 75 осіб, а в 1996 році Ра та сусідній Олбюрген відсвяткували 1000-річчя свого існування. У Ра знаходиться вітряк Де Хоп, а також пивоварна компанія Бронкгорстер.

## Галерея

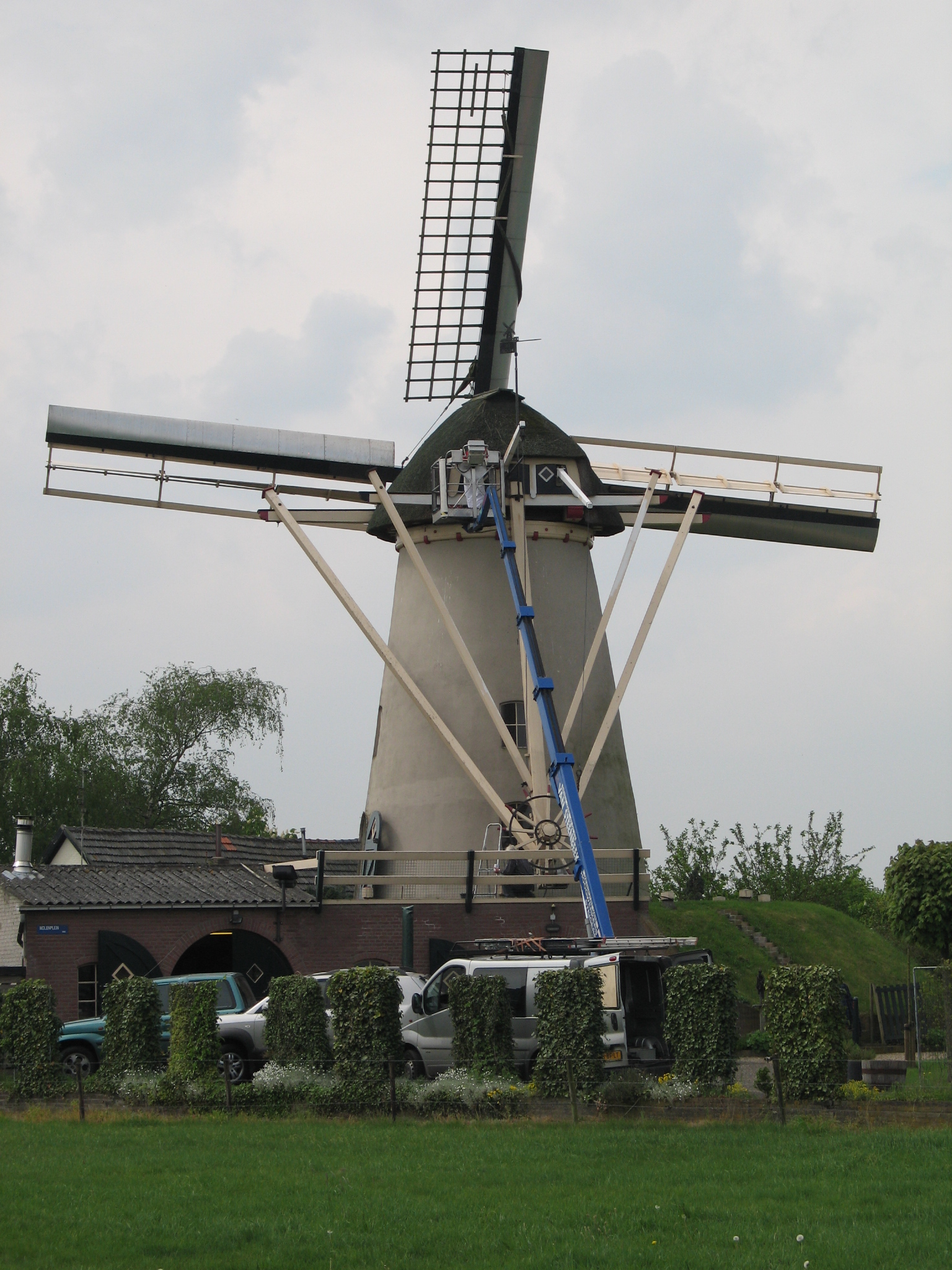
Вітряк